# Poetry slam

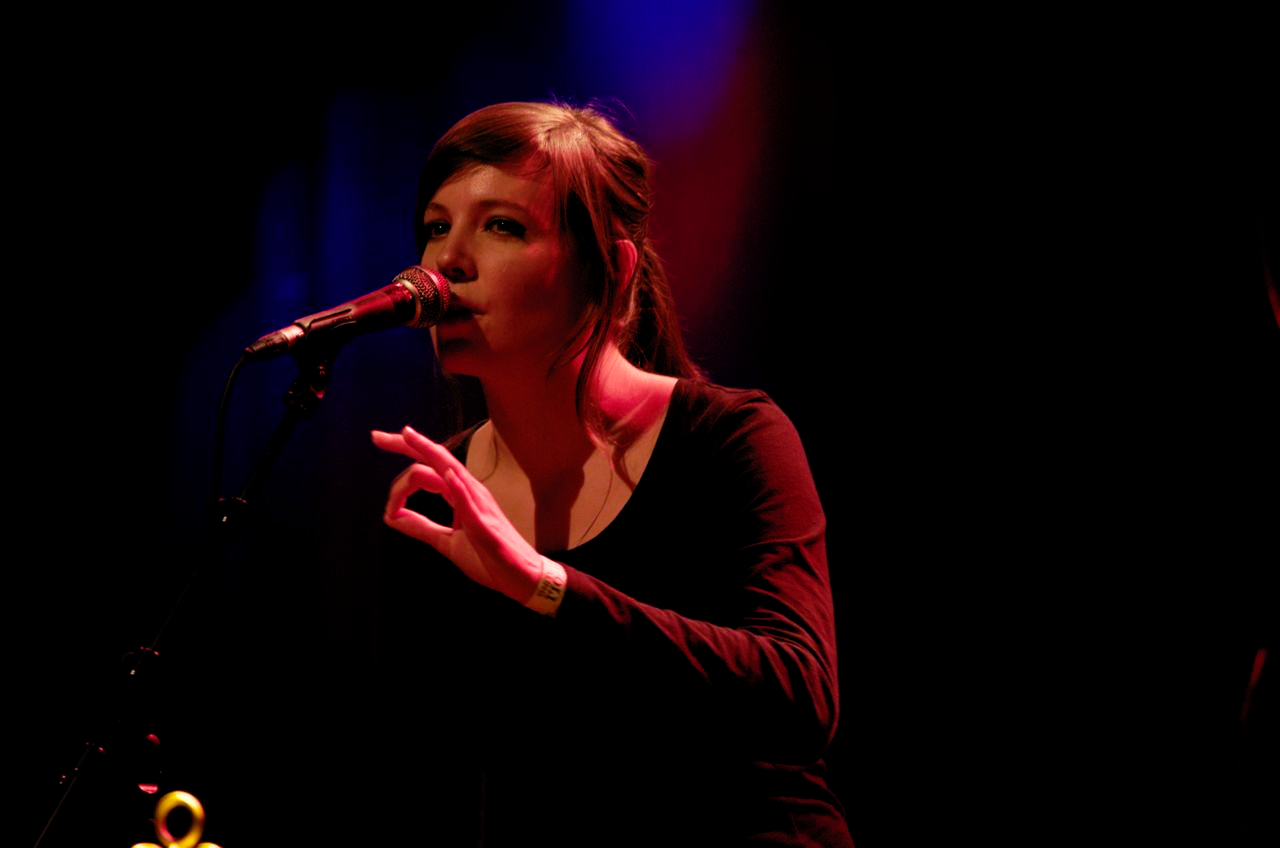
Competição de poetry slam nos Países Baixos

Poetry slam (traduzido literalmente do inglês, "batida de poesia") é uma competição em que poetas leem ou recitam um trabalho original (ou, mais raramente, de outros). Estas performances são, em seguida, julgadas por membros selecionados da plateia ou então por uma comissão de jurados.

## Slam no Brasil
Roberta Estrela D’Alva, atriz e cantora brasileira, criou em 2008 o Zona Autônoma da Palavra (ZAP), primeira competição de Slam brasileira, em São Paulo.
O primeiro Slam de rua no Brasil surgiu alguns anos depois, em 2012, fundado por por um grupo de amigos, poetas e entusiastas da poesia o lado da estação Guilhermina-Esperança do metrô, também em São Paulo.
Em dezembro de 2020, havia 200 comunidades de Slam no Brasil em 20 estados do território nacional. Os vencedores de cada comunidade de Slam competem anualmente em edições estaduais, e os vencedores participam do SLAM BR - Campeonato Brasileiro de Poesia Falada.

### Slams para públicos específicos
Os Slams brasileiros popularizaram-se entre grupos marginalizados como espaço para discutir artisticamente suas vivências. Por essa característica, formaram-se inclusive slams para públicos específicos como:
- Slam das Minas, onde apenas mulheres podem batalhar;
- Slam Marginália, onde apenas travestis, pessoas trans e gênero-dissidentes podem batalhar;
- Slam do Corpo, protagonizado por surdos, ouvintes e intérpretes;
- Slam des Surdes, onde apenas pessoas surdas batalham, não havendo intérprete.